# 3421 Yangchenning
A 3421 Yangchenning (ideiglenes jelöléssel 1975 WK1) a Naprendszer kisbolygóövében található aszteroida. A Bíbor-hegyi Obszervatórium fedezte fel 1975. november 26-án.